# Laure Guibert
Pour les articles homonymes, voir Guibert.
Laure Guibert est une actrice française, artiste peintre, et créatrice de sculptures miroirs et de bijoux, née le 20 février 1968 à Nantes (Loire-Atlantique).
Elle est célèbre pour son rôle de Bénédicte, à la télévision, commencé dans Hélène et les Garçons (série qui débute en 1992, et qui réalise des scores d'audiences exceptionnels, réunissant entre quatre et six millions de téléspectateurs chaque soir),,, puis dans Le Miracle de l'amour, Les Vacances de l'amour pendant huit ans (1996-2004), et depuis 2011 dans Les Mystères de l'amour.
En plus de son rôle de Bénédicte, Laure Guibert a tourné pour d'autres séries, comme la Baie des flamboyants, ou encore plus récemment dans Le Jour où tout a basculé, émission de réalité scénarisée.

## Télévision

### Séries télévisées
- 1992-1994 : Hélène et les Garçons : Bénédicte Breton
- 1993 : Famille fou rire : Bénédicte Breton
- 1995-1996 : Le Miracle de l'amour : Bénédicte Breton
- 1996-2004 : Les Vacances de l'amour : Bénédicte Breton
- 1999 : Island détectives : Karine
- 2007 : Baie des flamboyants : Jessica Alban
- 2008 : Pat et les filles : elle-même
- 2009 : Comprendre et pardonner
- Depuis 2011 : Les Mystères de l'amour : Bénédicte Breton
- 2012 : Le Jour où tout a basculé : Sophie Dupré (épisode J'ai hérité d'un trésor volé)

### Animatrice TV
Du 20 mars 2008 au 19 juin 2009, elle a animé l'émission IDF1 Midi, tous les jours de la semaine, aux côtés de Patrick Puydebat sur IDF1. Entre février et avril 2010, elle a présenté IDPsy, également sur IDF1.

## En tant qu'artiste

### Expositions
- 1998 : Nus - Charleville-Mézières
- 2000 : Le Regard du Rêveur - Paris
- 2001 : Hybrides - Paris
- 2008 : Galerie Neel - Exposition permanente - Paris
- 2009 : Galerie Neel - Exposition permanente - Paris et Cannes.
- 2010 : Galerie Neel - Exposition permanente - Paris et Cannes.
- 2011 : Galerie Neel - Exposition permanente - Paris et Cannes.

### Illustrations
- 1991 : Tous les Singes du Monde - Éditions Mondo - Lausanne